# Falémé (rivier)
De Falémé is een rivier in West-Afrika. De Falémé ontstaat in het noorden van Guinee en stroomt in een noordoostelijke richting naar Mali, en vormt daar een kort gedeelte van de grens tussen Guinee en Mali. Vandaar stroomt de rivier naar het noorden en vormt dan een deel van de grens tussen Mali en Senegal, voordat hij 50 kilometer stroomopwaarts van de stad Bakel in de Sénégal uitmondt.
- Virtual International Authority File: 41145424475886830345